# Screen Actors Guild Award/Bester Nebendarsteller

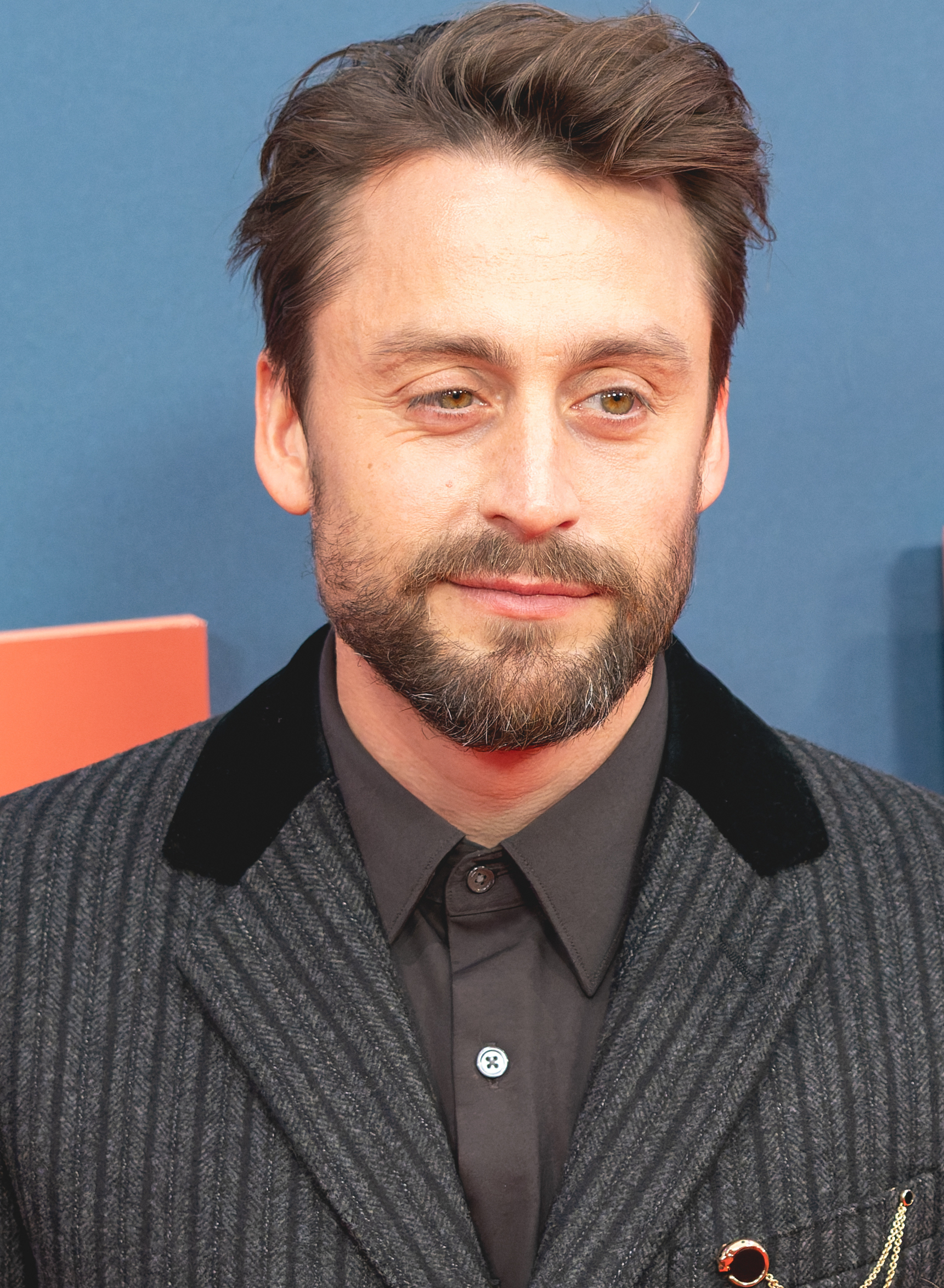
Preisträger 2025: Kieran Culkin (A Real Pain)

Der Screen Actors Guild Award in der Kategorie Bester Nebendarsteller (Originalbezeichnung: Outstanding Performance by a Male Actor in a Supporting Role) ist eine der Auszeichnungen, die jährlich in den Vereinigten Staaten von der Screen Actors Guild, einer Gewerkschaft von Schauspielern, verliehen werden. Sie richtet sich an Schauspieler, die eine hervorragende Leistung in einer Nebenrolle in einem Spielfilm erbracht haben. Die Kategorie wurde 1995 ins Leben gerufen. Die Gewinner werden in einer geheimen Abstimmung durch die Vollmitglieder der Gewerkschaft ermittelt.

## Statistik

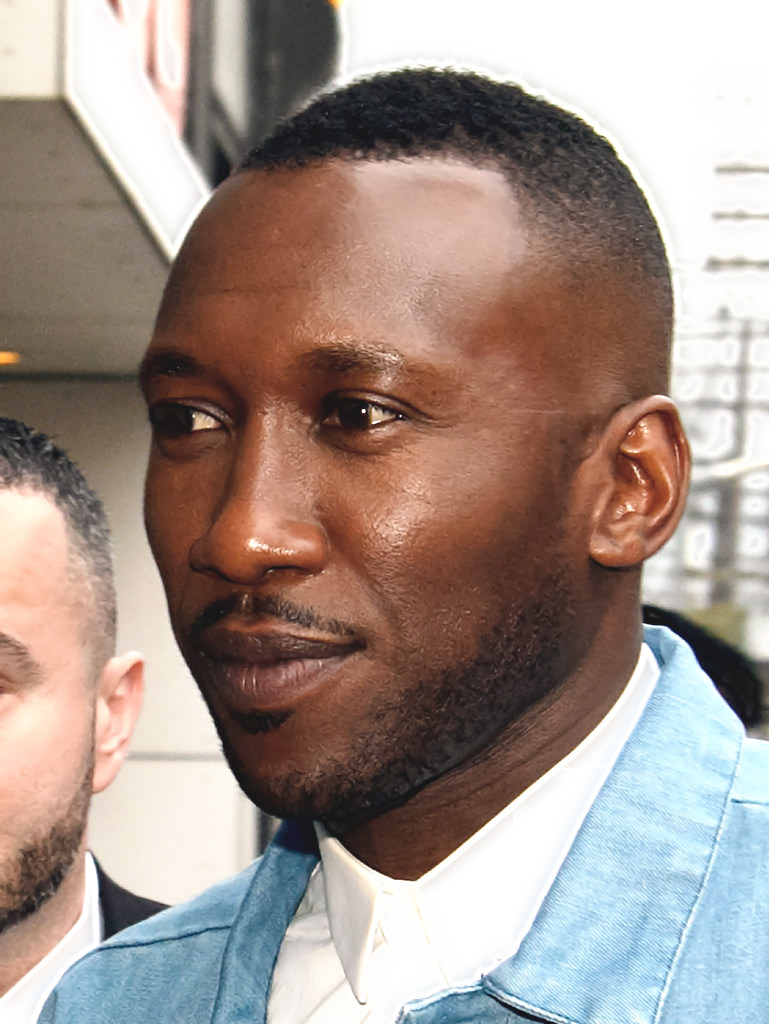
Zweimaliger Sieger Mahershala Ali (2016)

Die Kategorie Bester Nebendarsteller wurde zur ersten Verleihung im Februar 1995 geschaffen. Seitdem wurden an 30 verschiedene Schauspieler eine Gesamtanzahl von 31 Preisen in dieser Kategorie verliehen. Der erste Preisträger war Martin Landau, der 1995 für seine Rolle als Bela Lugosi in Tim Burtons Tragikomödie Ed Wood ausgezeichnet wurde. Der bisher letzte Preisträger war Kieran Culkin, der 2025 für seine Rolle als Benji Kaplan in Jesse Eisenbergs Tragikomödie A Real Pain geehrt wurde.
Mit dem Stand der Verleihung 2025 stimmte der Gewinner dieser Kategorie in neun Fällen nicht mit dem späteren Oscar-Preisträger überein. Das waren Ed Harris 1996 für Apollo 13, Robert Duvall 1999 für Zivilprozess, Albert Finney 2001 für Erin Brockovich, Ian McKellen 2002 für Der Herr der Ringe – Die Gefährten, Christopher Walken 2003 für Catch Me If You Can, Paul Giamatti 2006 für Das Comeback, Eddie Murphy 2007 für Dreamgirls, Tommy Lee Jones 2013 für Lincoln und Idris Elba 2016 für Beasts of No Nation. 2013 war auch das erste Mal in dieser Kategorie (das zweite Mal überhaupt), dass ein späterer Oscargewinner nicht zuvor für den SAG-Award nominiert worden ist. 2016 folgte das genaue Gegenteil, der SAG-Gewinner wurde erstmals nicht zumindest für den Oscar nominiert.
Ältester Gewinner mit 82 Jahren war 2012 der Kanadier Christopher Plummer (Beginners); ältester nominierter Schauspieler mit 83 Jahren 2015 der US-Amerikaner Robert Duvall (Der Richter – Recht oder Ehre). Jüngster Gewinner mit 29 Jahren (sofern man die postume Auszeichnung Heath Ledgers 2009 unberücksichtigt lässt) war 1997 der Afro-Amerikaner Cuba Gooding junior (Jerry Maguire – Spiel des Lebens); jüngster nominierter Schauspieler mit neun Jahren 2016 der Kanadier Jacob Tremblay (Raum).
| Statistik                          | Schauspieler   | Anzahl | Jahre             |
| ---------------------------------- | -------------- | ------ | ----------------- |
| Häufigste Auszeichnung             | Mahershala Ali | 2      | 2017, 2019        |
| Häufigste Nominierungen (* = Sieg) | Chris Cooper   | 3      | 2000, 2003, 2004  |
|                                    | Jared Leto     | 3      | 2014*, 2021, 2022 |
| Häufigste Nominierungen ohne Sieg  | Chris Cooper   | 3      | 2000, 2003, 2004  |

## Gewinner und Nominierte
Die unten aufgeführten Filme werden mit ihrem deutschen Verleihtitel (sofern ermittelbar) angegeben, danach folgt in Klammern in kursiver Schrift der fremdsprachige Originaltitel. Die Nennung des Originaltitels entfällt, wenn deutscher und fremdsprachiger Filmtitel identisch sind. Die Gewinner stehen hervorgehoben in fetter Schrift an erster Stelle.

### 1995–2000
1995
Martin Landau – Ed Wood
Samuel L. Jackson – Pulp Fiction
Chazz Palminteri – Bullets Over Broadway
Gary Sinise – Forrest Gump
John Turturro – Quiz Show
1996
Ed Harris – Apollo 13
Kevin Bacon – Murder in the First
Kenneth Branagh – Othello
Don Cheadle – Teufel in Blau (Devil in a Blue Dress)
Kevin Spacey – Die üblichen Verdächtigen (The Usual Suspects)
1997
Cuba Gooding junior – Jerry Maguire – Spiel des Lebens (Jerry Maguire)
Hank Azaria – The Birdcage – Ein Paradies für schrille Vögel (The Birdcage)
Nathan Lane – The Birdcage – Ein Paradies für schrille Vögel (The Birdcage)
William H. Macy – Fargo
Noah Taylor – Shine – Der Weg ins Licht (Shine)
1998
Robin Williams – Good Will Hunting
Billy Connolly – Ihre Majestät Mrs. Brown (Mrs Brown)
Anthony Hopkins – Amistad
Greg Kinnear – Besser geht’s nicht (As Good as It Gets)
Burt Reynolds – Boogie Nights
1999
Robert Duvall – Zivilprozess (A Civil Action)
James Coburn – Der Gejagte (The Affliction)
David Kelly – Lang lebe Ned Devine! (Waking Ned Devine)
Geoffrey Rush – Shakespeare in Love
Billy Bob Thornton – Ein einfacher Plan (A Simple Plan)
2000
Michael Caine – Gottes Werk & Teufels Beitrag (The Cider House Rules)
Chris Cooper – American Beauty
Tom Cruise – Magnolia
Michael Clarke Duncan – The Green Mile
Haley Joel Osment – The Sixth Sense

### 2001–2010
2001
Albert Finney – Erin Brockovich
Jeff Bridges – Rufmord – Jenseits der Moral (The Contender)
Willem Dafoe – Shadow of the Vampire
Gary Oldman – Rufmord – Jenseits der Moral (The Contender)
Joaquin Phoenix – Gladiator
2002
Ian McKellen – Der Herr der Ringe: Die Gefährten (The Lord of the Rings: The Fellowship of the Ring)
Jim Broadbent – Iris
Hayden Christensen – Das Haus am Meer (Life as a House)
Ethan Hawke – Training Day
Ben Kingsley – Sexy Beast
2003
Christopher Walken – Catch Me If You Can
Chris Cooper – Adaption – Der Orchideen-Dieb (Adaptation.)
Ed Harris – The Hours – Von Ewigkeit zu Ewigkeit (The Hours)
Alfred Molina – Frida
Dennis Quaid – Dem Himmel so fern (Far from Heaven)
2004
Tim Robbins – Mystic River
Alec Baldwin – The Cooler – Alles auf Liebe (The Cooler)
Chris Cooper – Seabiscuit – Mit dem Willen zum Erfolg (Seabiscuit)
Benicio del Toro – 21 Gramm (21 Grams)
Ken Watanabe – Last Samurai (The Last Samurai)
2005
Morgan Freeman – Million Dollar Baby
Thomas Haden Church – Sideways
Jamie Foxx – Collateral
James Garner – Wie ein einziger Tag (The Notebook)
Freddie Highmore – Wenn Träume fliegen lernen (Finding Neverland)
2006
Paul Giamatti – Das Comeback (Cinderella Man)
Don Cheadle – L.A. Crash (Crash)
George Clooney – Syriana
Matt Dillon – L.A. Crash (Crash)
Jake Gyllenhaal – Brokeback Mountain
2007
Eddie Murphy – Dreamgirls
Alan Arkin – Little Miss Sunshine
Leonardo DiCaprio – Departed – Unter Feinden (The Departed)
Jackie Earle Haley – Little Children
Djimon Hounsou – Blood Diamond
2008
Javier Bardem – No Country for Old Men
Casey Affleck – Die Ermordung des Jesse James durch den Feigling Robert Ford (The Assassination of Jesse James by the Coward Robert Ford)
Hal Holbrook – Into the Wild
Tommy Lee Jones – No Country for Old Men
Tom Wilkinson – Michael Clayton
2009
Heath Ledger (postum) – The Dark Knight
Josh Brolin – Milk
Robert Downey Jr. – Tropic Thunder
Philip Seymour Hoffman – Glaubensfrage (Doubt)
Dev Patel – Slumdog Millionär (Slumdog Millionaire)
2010
Christoph Waltz – Inglourious Basterds
Matt Damon – Invictus – Unbezwungen (Invictus)
Woody Harrelson – The Messenger – Die letzte Nachricht (The Messenger)
Christopher Plummer – Ein russischer Sommer (The Last Station)
Stanley Tucci – In meinem Himmel (The Lovely Bones)

### 2011–2020
2011
Christian Bale – The Fighter
John Hawkes – Winter’s Bone
Jeremy Renner – The Town – Stadt ohne Gnade (The Town)
Mark Ruffalo – The Kids Are All Right
Geoffrey Rush – The King’s Speech
2012
Christopher Plummer – Beginners
Kenneth Branagh – My Week with Marilyn
Armie Hammer – J. Edgar
Jonah Hill – Die Kunst zu gewinnen – Moneyball (Moneyball)
Nick Nolte – Warrior
2013
Tommy Lee Jones – Lincoln
Alan Arkin – Argo
Javier Bardem – James Bond 007: Skyfall (Skyfall)
Robert De Niro – Silver Linings (Silver Linings Playbook)
Philip Seymour Hoffman – The Master
2014
Jared Leto – Dallas Buyers Club
Barkhad Abdi – Captain Phillips
Daniel Brühl – Rush – Alles für den Sieg (Rush)
Michael Fassbender – 12 Years a Slave
James Gandolfini (postum) – Genug gesagt (Enough Said)
2015
J. K. Simmons – Whiplash
Robert Duvall – Der Richter – Recht oder Ehre (The Judge)
Ethan Hawke – Boyhood
Edward Norton – Birdman oder (Die unverhoffte Macht der Ahnungslosigkeit) (Birdman or (The Unexpected Virtue of Ignorance))
Mark Ruffalo – Foxcatcher
2016
Idris Elba – Beasts of No Nation
Christian Bale – The Big Short
Mark Rylance – Bridge of Spies – Der Unterhändler (Bridge of Spies)
Michael Shannon – 99 Homes – Stadt ohne Gewissen (99 Homes)
Jacob Tremblay – Raum (Room)
2017
Mahershala Ali – Moonlight
Jeff Bridges – Hell or High Water
Hugh Grant – Florence Foster Jenkins
Lucas Hedges – Manchester by the Sea
Dev Patel – Lion – Der lange Weg nach Hause (Lion)
2018
Sam Rockwell – Three Billboards Outside Ebbing, Missouri
Steve Carell – Battle of the Sexes – Gegen jede Regel (Battle of the Sexes)
Willem Dafoe – The Florida Project
Woody Harrelson – Three Billboards Outside Ebbing, Missouri
Richard Jenkins – Shape of Water – Das Flüstern des Wassers (The Shape of Water)
2019
Mahershala Ali – Green Book – Eine besondere Freundschaft (Green Book)
Timothée Chalamet – Beautiful Boy
Adam Driver – BlacKkKlansman
Sam Elliott – A Star Is Born
Richard E. Grant – Can You Ever Forgive Me?
2020
Brad Pitt – Once Upon a Time in Hollywood
Jamie Foxx – Just Mercy
Tom Hanks – Der wunderbare Mr. Rogers (A Beautiful Day in the Neighborhood)
Al Pacino – The Irishman
Joe Pesci – The Irishman

### 2021–2030
2021
Daniel Kaluuya – Judas and the Black Messiah
Sacha Baron Cohen – The Trial of the Chicago 7
Chadwick Boseman (postum) – Da 5 Bloods
Jared Leto – The Little Things
Leslie Odom Jr. – One Night in Miami
2022
Troy Kotsur – Coda
Ben Affleck – The Tender Bar
Bradley Cooper – Licorice Pizza
Jared Leto – House of Gucci
Kodi Smit-McPhee – The Power of the Dog
2023
Ke Huy Quan – Everything Everywhere All at Once
Paul Dano – Die Fabelmans (The Fabelmans)
Brendan Gleeson – The Banshees of Inisherin
Barry Keoghan – The Banshees of Inisherin
Eddie Redmayne – The Good Nurse
2024
Robert Downey Jr. – Oppenheimer
Sterling K. Brown – Amerikanische Fiktion (American Fiction)
Willem Dafoe – Poor Things
Robert De Niro – Killers of the Flower Moon
Ryan Gosling – Barbie
2025
Kieran Culkin – A Real Pain
Jonathan Bailey – Wicked
Juri Borissow – Anora
Edward Norton – Like A Complete Unknown (A Complete Unknown)
Jeremy Strong – The Apprentice – The Trump Story (The Apprentice)